# كتش يوسف
كتش يوسف (بالفارسية: کچ یوسف) هي قرية تقع في قسم نغور الريفي (مقاطعة تشابهار) في إيران. يقدر عدد سكانها بـ 171 نسمة بحسب إحصاء 2016.